# فرودگاه محلی شهرستان پورتر
 ترودگاه محلی پورتر کانتی (به انگلیسی: Porter County Regional Airport) یک فرودگاه همگانی بهره‌برداری هوایی با کد یاتا VPZ است که یک باند فرود آسفالت دارد و طول باند آن ۲۱۳۴ متر است. این فرودگاه در کشور ایالات متحده آمریکا قرار دارد و در ارتفاع ۲۳۵ متری از سطح دریا واقع شده است.